# Doug Burke
Douglas Lambert Burke, detto Doug (Modesto, 30 marzo 1957), è un ex pallanuotista statunitense, vincitore di una medaglia d'argento alle olimpiadi di Los Angeles 1984.